# Нора (тауншип, округ Клируотер, Миннесота)
Нора (англ. Nora) — тауншип в округе Клируотер, Миннесота, США. На 2000 год его население составило 408 человек.

## География
По данным Бюро переписи населения США площадь тауншипа составляет 93,4 км², из которых 92,7 км² занимает суша, а 0,8 км² — вода (0,83 %).

## Демография
По данным переписи населения 2000 года здесь находились 408 человек, 149 домохозяйств и 115 семей.  Плотность населения —  4,4 чел./км².  На территории тауншипа расположено 174 постройки со средней плотностью 1,9 построек на один квадратный километр. Расовый состав населения: 97,30 % белых, 0,74 % коренных американцев и 1,96 % приходится на две или более других рас. Испанцы или латиноамериканцы любой расы составляли 0,25 % от популяции тауншипа.
Из 149 домохозяйств в 34,9 % воспитывались дети до 18 лет, в 66,4 % проживали супружеские пары, в 4,7 % проживали незамужние женщины и в 22,8 % домохозяйств проживали несемейные люди. 18,1 % домохозяйств состояли из одного человека, при том 6,7 % из — одиноких пожилых людей старше 65 лет. Средний размер домохозяйства — 2,70, а семьи — 3,03 человека.
25,2 % населения — младше 18 лет, 7,6 % — в возрасте от 18 до 24 лет, 27,2 % — от 25 до 44, 23,3 % — от 45 до 64, и 16,7 % — старше 65 лет. Средний возраст — 40 лет. На каждые 100 женщин приходилось 104,0 мужчин.  На каждые 100 женщин старше 18 приходилось 107,5 мужчин.
Средний годовой доход домохозяйства составлял 31 477 долларов, а средний годовой доход семьи —  42 500 долларов. Средний доход мужчин —  26 250  долларов, в то время как у женщин — 17 188. Доход на душу населения составил 15 197 долларов. За чертой бедности находились 12,9 % семей и 12,7 % всего населения тауншипа, из которых 17,3 % младше 18 и 8,1 % старше 65 лет.